# 1891 au Canada
Pour un article plus général, voir Chronologie du Canada.
Cet article traite des événements qui se sont produits durant l'année 1891 au Canada.

## Événements

### Politique

Élection fédérale de 1891

- 5 mars : élection fédérale canadienne de 1891 destinée à élire les députés de la 7e législature à la Chambre des communes du Canada. Les conservateurs  de John A. Macdonald remportent les élections.

- 29 avril : ouverture de la 7e législature du Canada.

- 16 juin : John Joseph Caldwell Abbott (conservateur) devient Premier ministre du Canada après la mort de Macdonald le 6 juin (fin en 1892).

- 16 décembre : le Premier ministre nationaliste du Québec Honoré Mercier, accusé de détournement de fonds publics, est destitué. Il est acquitté le 4 novembre 1892.

- 21 décembre : Charles-Eugène Boucher de Boucherville le remplace comme Premier ministre du Québec.

- Frederick Peters devient premier ministre de l'Île-du-Prince-Édouard.

### Justice
- Le Scandale de la Baie des Chaleurs éclabousse Honoré Mercier.

### Sport

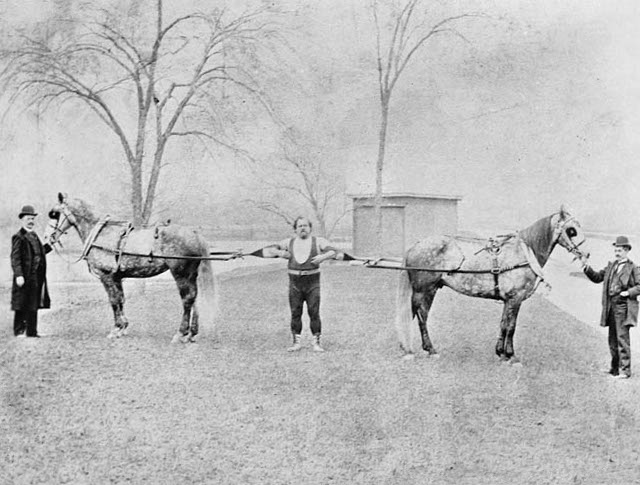
Louis Cyr tirant 2 chevaux.

- James Naismith invente le basket-ball.

### Économie
- Recensement canadien de 1891.
- Le Manitoba compte près de 153 000 habitants. Les Territoires du Nord-Ouest 67 000. La colonisation y est réduite à une étroite bande autour de la voie ferrée et à quelques foyers dans la vallée de la Saskatchewan du Nord. À l’ouest de Regina, le chemin de fer a surtout favorisé l’élevage extensif de chevaux et de bovins.
- Fondation de La Great-West, compagnie d'assurance-vie.
- Mise en service des navires RMS Empress of China (en), RMS Empress of Japan (en) et RMS Empress of India (en) qui allaient permettre de voyager entre Vancouver et les villes en Asie.

### Culture

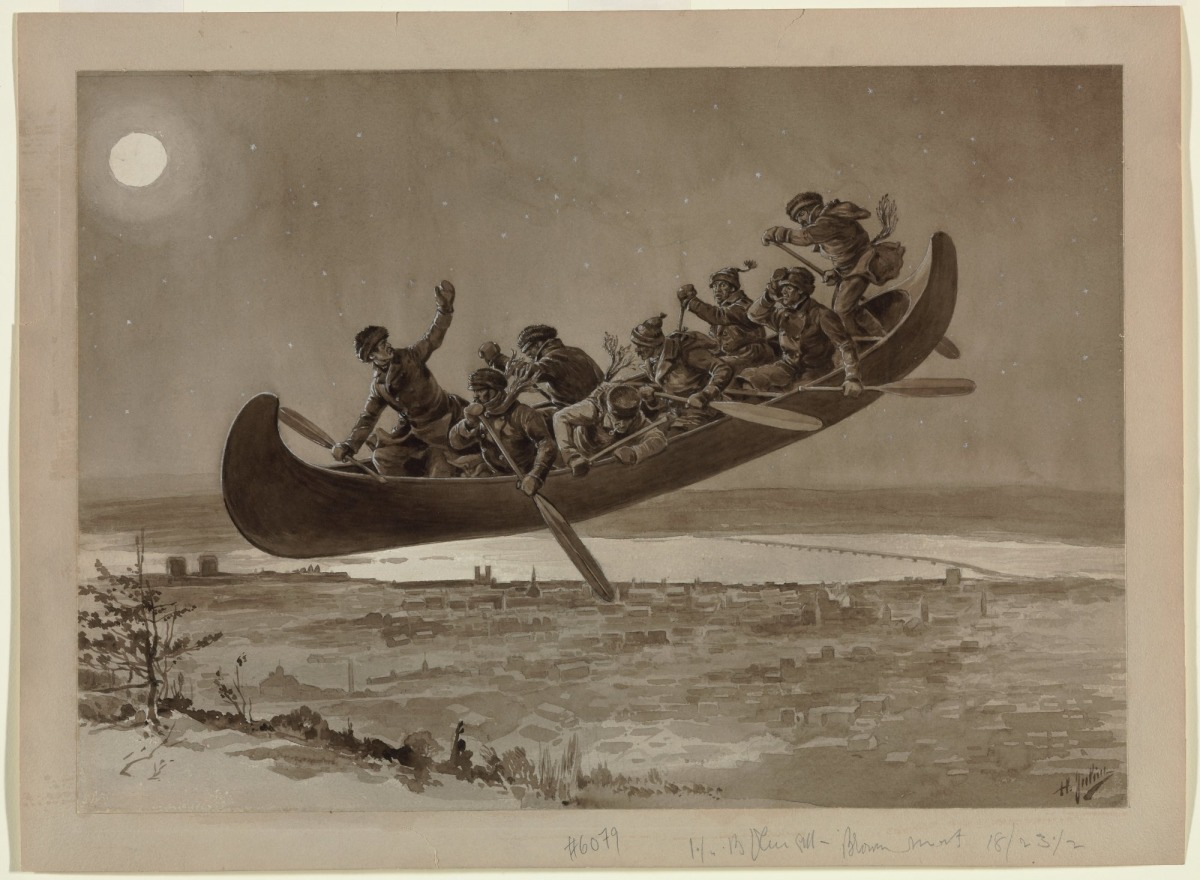
La chasse galerie, Illustration de Henri Julien (1852-1908), Musée du Québec

- Conte de La chasse-galerie de Honoré Beaugrand.

### Religion
- André-Albert Blais devient évêque au diocèse de Rimouski.

## Naissances
- 6 janvier : Tim Buck, chef communiste.
- 26 janvier : Wilder Penfield, neurologiste.
- 1er avril : Harry Nixon, premier ministre de l'Ontario.
- 13 juin : Hervé-Edgar Brunelle, homme politique fédéral provenant du Québec.
- 12 juillet : Adhémar Raynault, maire de Montréal.
- 29 juillet : William Rowan, ornithologue et éthologue.
- 14 novembre : Frederick Banting, médecin et co-découvreur de l'insuline.
- 10 décembre : Harold Alexander, gouverneur général.
- 25 décembre : William Ross Macdonald, lieutenant-gouverneur de l'Ontario.

## Décès
- 4 janvier : François-Xavier-Antoine Labelle, religieux et promoteur de la colonisation des Laurentides au Québec.
- 21 janvier : Calixa Lavallée, compositeur.
- 31 mai : Antoine-Aimé Dorion, homme politique.
- 6 juin : Sir John A. Macdonald, homme politique et Premier ministre.
- 30 septembre : Adam-Charles-Gustave Desmazures, religieux et écrivain.
- 25 novembre  : William Notman, photographe.